# Hydraulophon

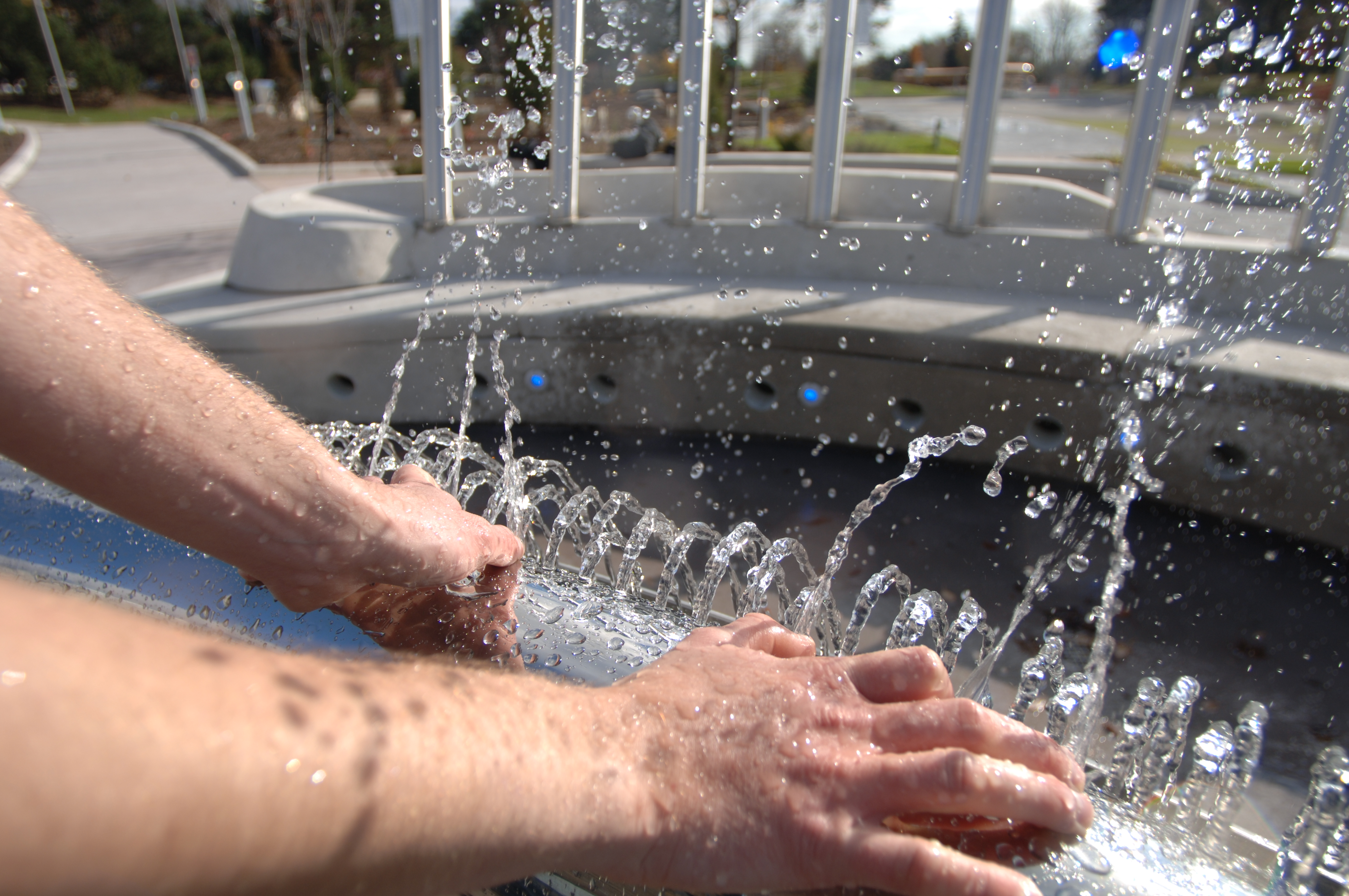
Wasserflöten-Hydraulophon (blättchenlos) mit 45 Düsen, ermöglicht komplexes, polyphones Spiel mit ansatzähnlicher Tonkontrolle, bewirkt durch Blockieren der Düsen durch die Finger des Spielers.

Ein Hydraulophon ist ein akustisches Musikinstrument, das durch den direkten physischen Kontakt mit Wasser (oder manchmal anderen Flüssigkeiten) gespielt wird. Die Töne werden hydraulisch erzeugt oder beeinflusst. Üblicherweise dient die gleiche Flüssigkeit zur Tonerzeugung, mit der der Spieler über seine Finger in Kontakt tritt. Gleichzeitig wird der Begriff auch für Geräte verwendet, über die auf akustische Weise Flüssigkeitsbewegungen detektiert oder gemessen werden. Beispiele hierfür sind Hydraulophone, mit denen beispielsweise festgestellt wird, welche Toilette oder welcher Wasserhahn in einem Gebäude benutzt und wie viel Wasser hier verbraucht wird. Das Hydraulophon wurde ursprünglich von Steve Mann erfunden und benannt. Es dient auch zur Vermittlung von Sinneseindrücken bei Personen mit eingeschränkter Sehfähigkeit.

## Arten des Hydraulophons und grundlegende Bedienung
Der Begriff Hydraulophon wird entweder für Instrumente verwendet, bei denen der Wasserstrom durch bestimmte Löcher mit den Fingern blockiert wird, um bestimmte Töne zu erzeugen oder für Instrumente, bei denen die Tonerzeugung selbst auf hydraulische Weise geschieht. Bei den Hydraulophonen im engeren Sinne trifft beides gleichzeitig zu. Sie besitzen einen Bedienungsbereich, bei denen mit den Fingern ein Wasserstrahl unterbrochen wird, wodurch ein Ton erzeugt wird. Die Instrumente, die in Manns Aufsatz Hydraulophone design considerations beschrieben werden, verwenden Wasserstrahle, die durch perforierte Lochscheiben, Wellen oder Ventile einen pulsierenden Fluss und somit Töne erzeugen, ähnlich einer Lochsirene. Eine einzelne Scheibe kann mehrere kreisförmig angeordnete Reihen mit Löchern unterschiedlicher Zahl besitzen, um verschiedene Töne zu erzeugen. Einige Hydraulophone besitzen schwingende Blättchen ähnlich einer Klarinette (ein oder mehrere Blättchen für jedes Fingerloch), einige ohne Blättchen besitzen stattdessen einen Block wie bei einer Blockflöte an jedem Fingerloch. Diese kommen also ohne bewegliche Teile aus, die einer Abnutzung unterlägen.
Wenn der Fluss durch ein Fingerloch blockiert wird, wird das Wasser stattdessen zu einem der oben beschriebenen Einrichtungen umgeleitet, wo die Töne produziert werden. Die Blockierung kann auch, je nach Konstruktion, durch die Änderung der Fließgeschwindigkeit oder des Drucks, einen anderen tonproduzierenden Mechanismus beeinflussen.
Einige Hydraulophone besitzen Unterwasser-Hydrophone, sodass die Töne elektrisch verstärkt oder beeinflusst werden können. Es sind also Effekte ähnlich wie bei einer elektrischen Gitarre möglich. Ein mit einem Hydrophon ausgerüstetes Hydraulophon kann auch als Eingabeinstrument für einen Computer dienen. Der Computer kann dann, ähnlich wie mit einer MIDI-Schnittstelle, Töne eines anderen Instruments daraus erzeugen.

## Verwandtschaft mit Holzblasinstrumenten
Das Hydraulophon entspricht einem Holzblasinstrument, aber es wird mit nicht- (oder fast-nicht-) komprimierbarem Wasser betrieben, nicht mit einem komprimierbaren Gas wie Luft. Man könnte das Hydraulophon ein „Holz-Wasserstrahl-Instrument“ nennen, obwohl es nicht aus Holz hergestellt wird, genauso wie z. B. das Saxophon zu den Holzblasinstrumenten zählt, obwohl es aus Metall gebaut wird.

### Anblastechnik des Hydraulophons
Das Wasser muss mit Hilfe einer Pumpe in das Hydraulophon „hineingeblasen“ werden. Aber anders als bei gewöhnlichen Holzblasinstrumenten, die ein Mundstück am Eingang der Flötenkammer besitzen, haben Hydraulophone mehrere Mundstücke am Kammerausgang.
Eine Blockflöte besitzt nur einen Block im Mundstück und mehrere Fingerlöcher, das Hydraulophon hingegen jeweils ein Mundstück für jedes Fingerloch. Ein typisches Hydraulophon, das an öffentlichen Plätzen wie z. B. in einem Park aufgestellt wird, besitzt 12 Mundstücke, während ein Konzert-Hydraulophon 45 Mundstücke besitzt.
Der Ansatz wird durch den „Mund“ des Instruments kontrolliert, nicht durch den Mund des Spielers. So kann der Spieler des Hydraulophons gleichzeitig dazu singen. Weiterhin kann das Instrument polyphon gespielt werden, und der Spieler kann jeden durch die Art und Weise, wie er seine Finger an den Fingerlöchern positioniert, Töne und Klangfarbe beeinflussen. Der Klang ändert sich beispielsweise dadurch, dass der Finger vom Mittelpunkt des Lochs zu seiner Peripherie verlagert wird.

## 12-Strahl diatonische Hydraulophone
Viele diatonische Hydraulophone werden mit 12 Wasserstrahlen gebaut, einem für jeden der 12 Töne. Der Tonumfang beginnt beim A und erstreckt sich über 1½ Oktaven bis zum e.

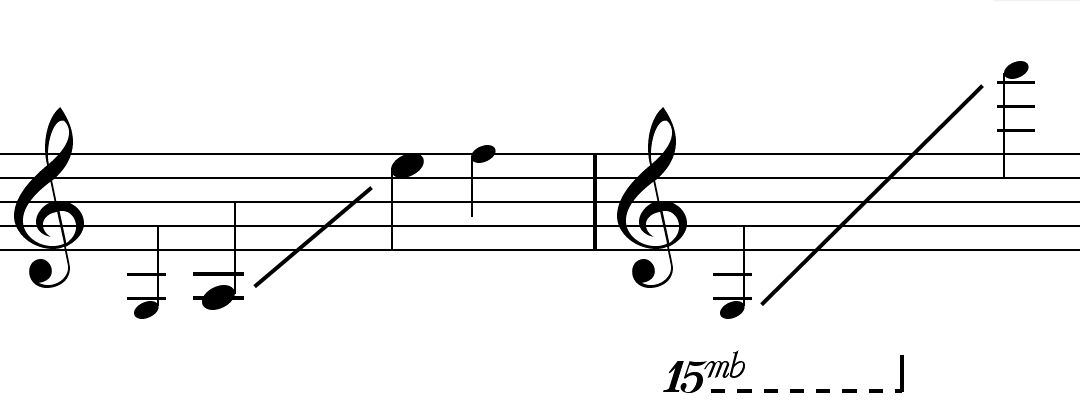
Tonumfang eines diatonischen 12-Strahl-Hydraulophons

Der normale Tonumfang von A bis e, in dem polyphoner Ansatz möglich ist, ist auf der linken Seite des Diagramms zu sehen. Einige Hydraulophone haben einen erhöhten Tonumfang, der bei monophoner Spielweise genutzt werden kann, hier dargestellt durch die kleine Note am Ende.
Der erweiterte Tonumfang in der Darstellung links resultiert aus der Bedienung von speziellen Düsen, die zum Ändern der Tonart gedacht sind. Es handelt sich um Düsen, mit denen der gesamte Tonumfang um einen Halbton nach oben oder unten verändert werden kann.
Mit den Düsen zum Ändern der Tonart kann das diatonische Hydraulophon gespielt werden wie eine chromatische Mundharmonika: man kann Akkorde spielen und den gesamten Akkord um einen Halbton höher oder tiefer spielen. Diese Halbton-Veränderung lässt sich aber nicht auf einzelne Noten innerhalb eines Akkords anwenden.
Die rechte Abbildung zeigt den erweiterten Tonumfang bei Hydraulophonen, die die Möglichkeit besitzen, in ihrer Gesamtheit um zwei Oktaven tiefer oder um eine Oktave höher gespielt zu werden.

## 45-Strahl chromatische Hydraulophone (Konzert-Hydraulophone)

Tonumfang eines 45-Strahl-Hydraulophons

Hydraulophone, die in Parks oder in Schwimmbädern aufgestellt werden, sind gewöhnlich 12-Strahl diatonische Hydraulophone, während Konzert-Hydraulophone 45 Düsen besitzen.
45-Strahl-Hydraulophone haben einen Tonumfang von 3½ Oktaven von A bis E, chromatisch, plus einem zusätzlichen As unter dem tiefsten A. Die 45 Düsen entsprechen den 45 Noten.
Während normalerweise an öffentlichen Plätzen nur 12-Strahl-Hydraulophone aufgestellt werden, existiert im Ontario Science Centre ein Konzert-Hydraulophon mit 45 Düsen.

## Themen-Hydraulophone

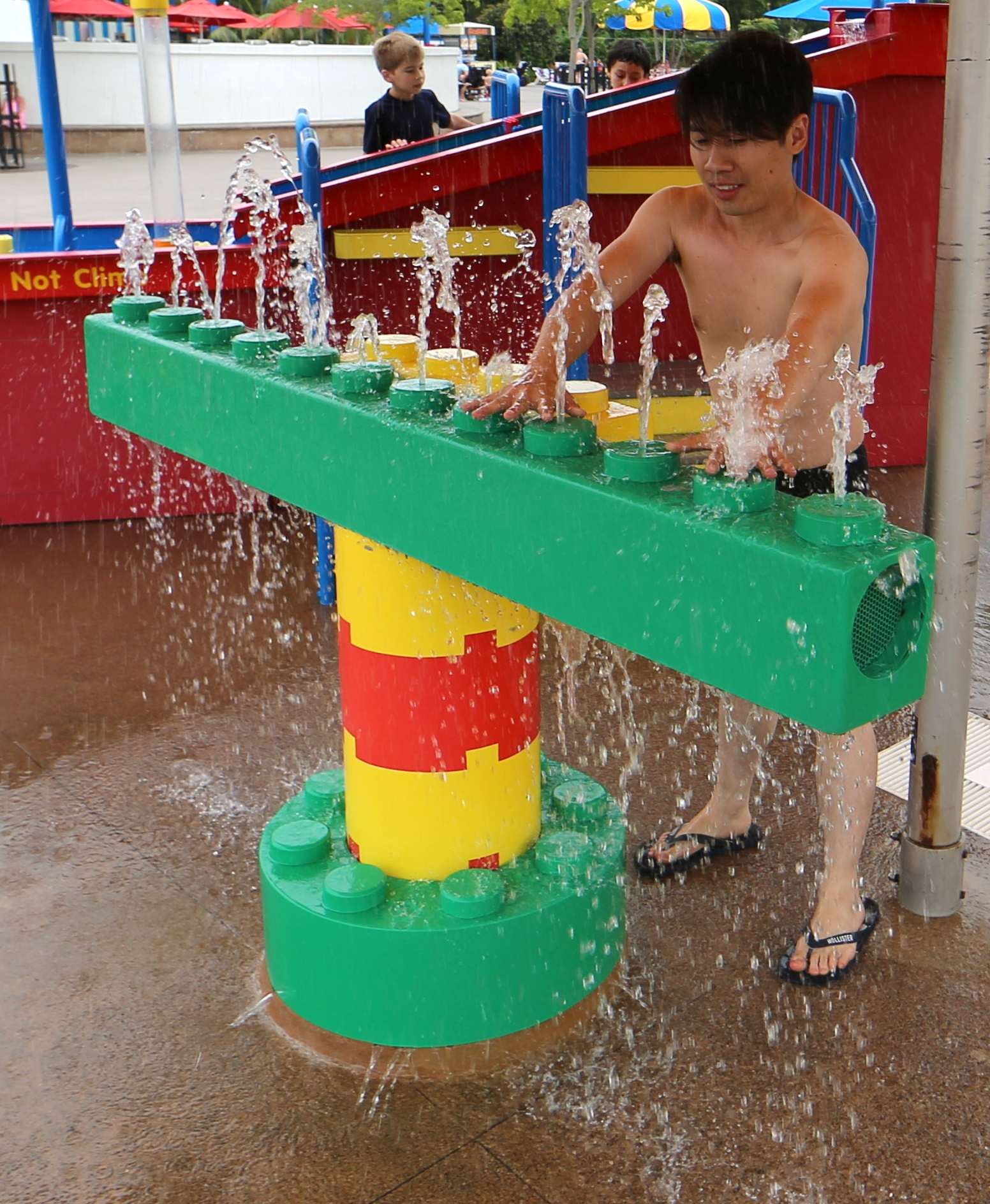
Aquatune Hydraulophon am Haupteingang des Legoland Waterpark in Carlsbad (Kalifornien). Dieses Hydraulophon hat die Form übergroßer Legosteine

Im öffentlichen Raum können Hydraulophone vielfältige Themen widerspiegeln. Ein Beispiel für ein solches themenspezifisches Hydraulophon ist das Aquatune, das sich am Eingang des Legoland Waterpark in Carlsbad (Kalifornien) befindet. Hier befindet es sich inmitten pädagogischer Experimentierstationen, wo die Besucher Dämme (natürlich aus Lego-Steinen) bauen oder die Unterschiede zwischen turbulenter und laminarer Strömung erforschen können.

## Hydraulophone für kaltes Wetter

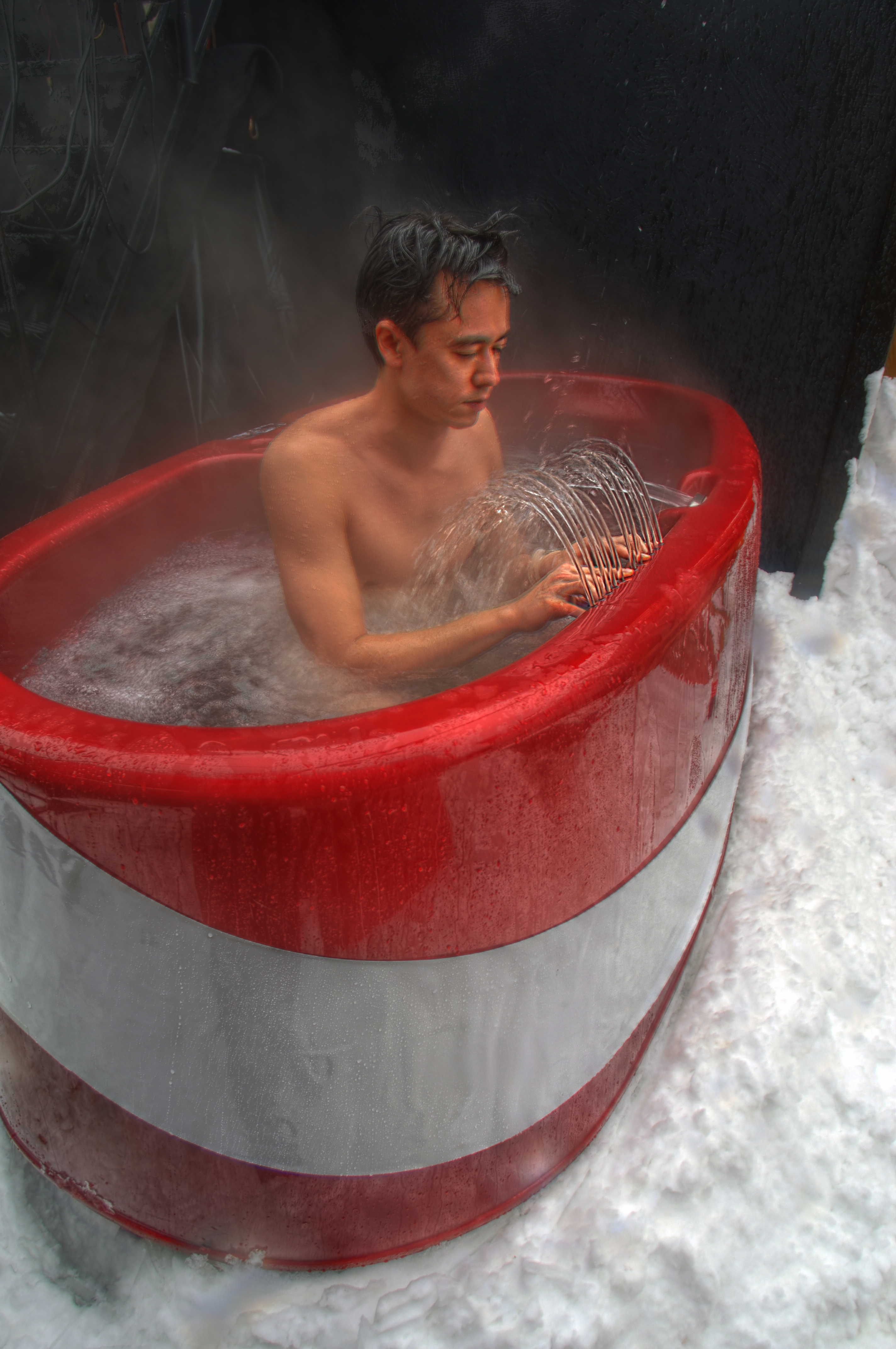
Hydraulophon in warmem Pool

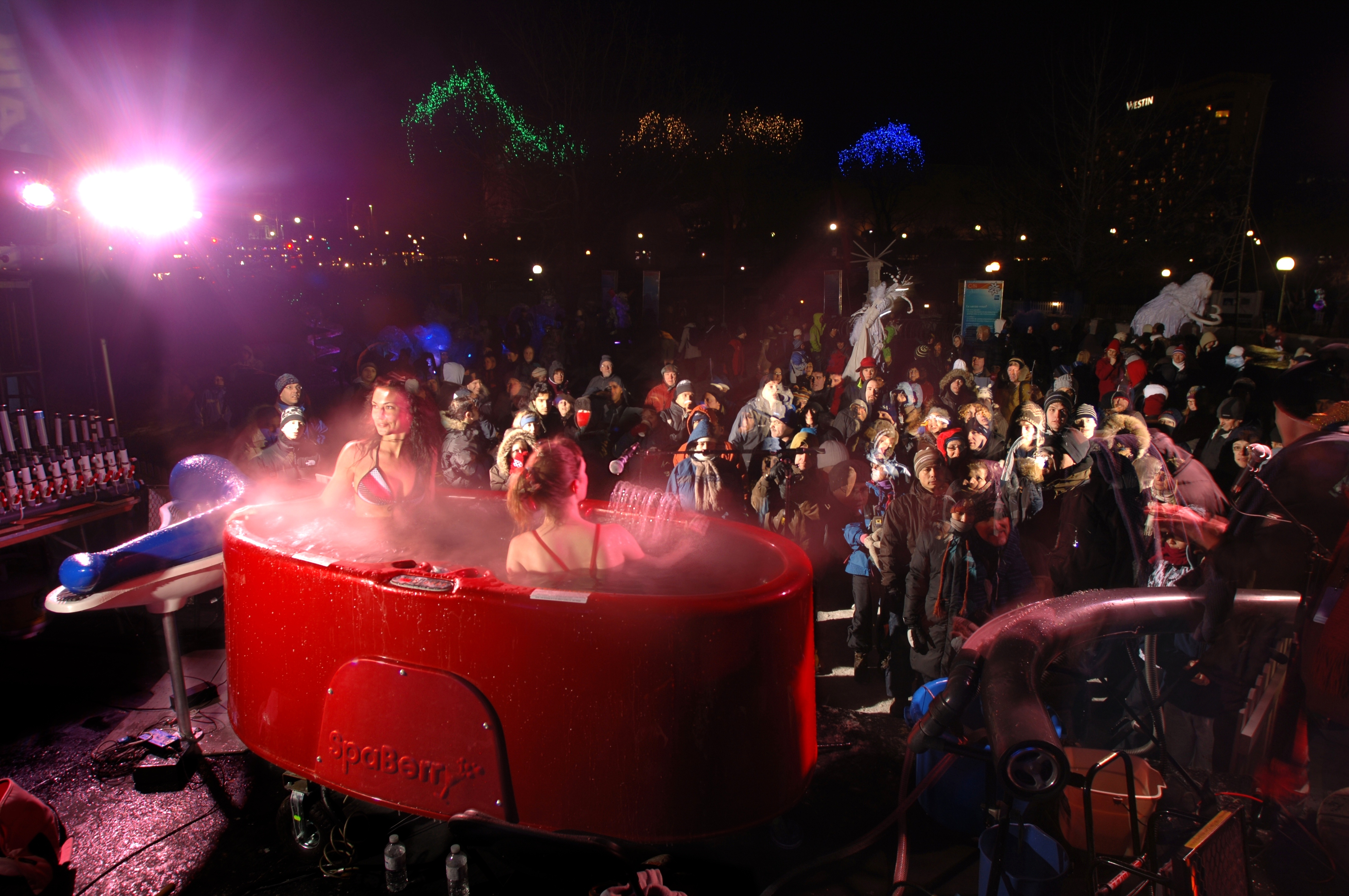
Hydraulophonistin spielt für Kanadas National Capital Commission in Ottawa beim Festival Winterlude in 2010 auf einem Hydraulophon, das in ein SpaBerry eingebaut ist.

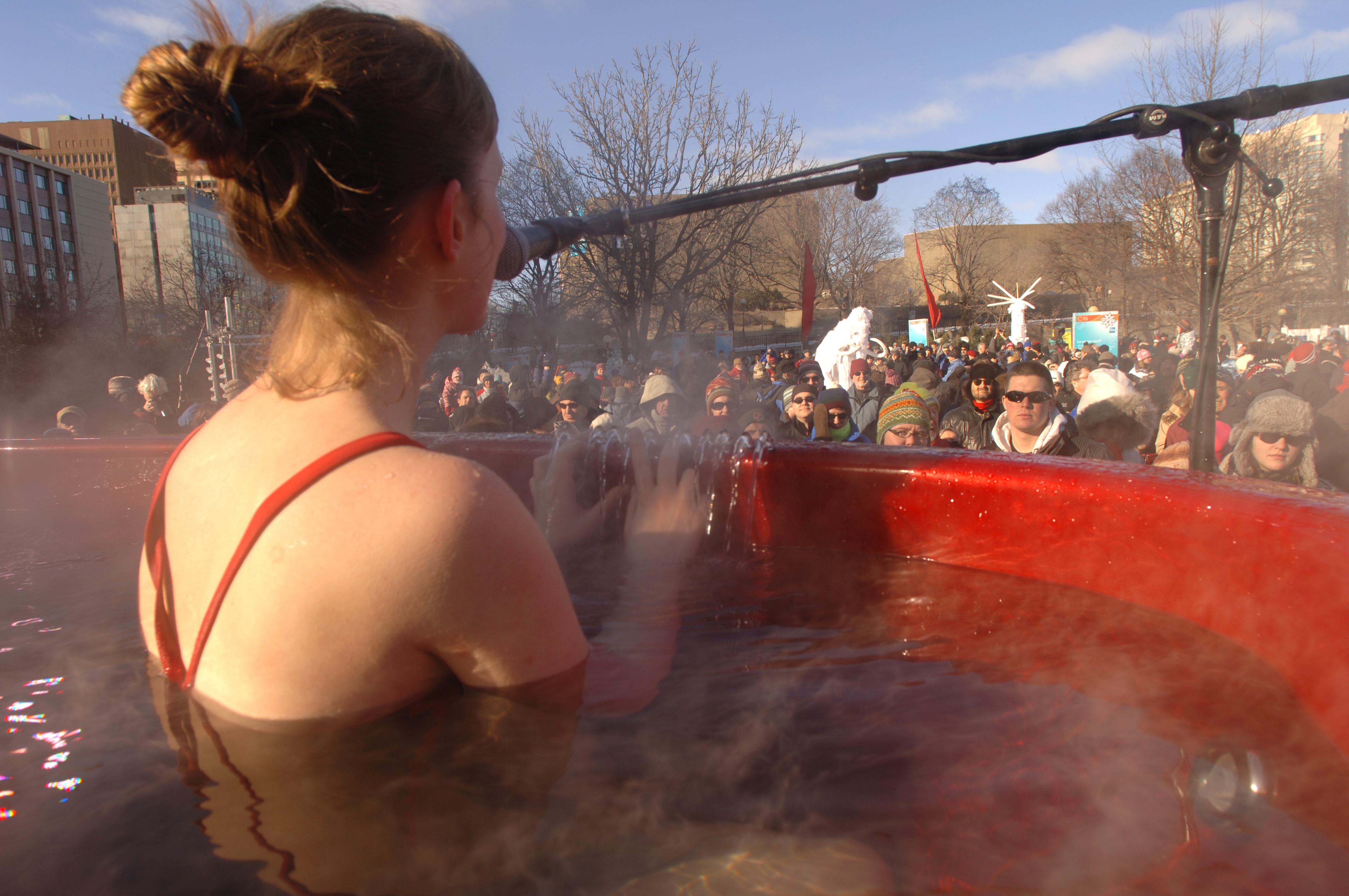
Hydraulophonistin spielt für Kanadas National Capital Commission in Ottawa beim Festival Winterlude in 2010.

Hydraulophone können, um auch bei kaltem Wetter im Freien spielen zu können, in warme Pools eingebaut werden. So wird sowohl der Hydraulophonist (oder die Hydraulophonistin) warm gehalten als auch die hydraulische Flüssigkeit wie Wasser. In diesem Hydraulophon (Balnaphone, griech. balnea Bad) sitzt der Hydraulophonist in der hydraulischen Flüssigkeit, die das Instrument benötigt.

## Klassifizierung des Hydraulophons

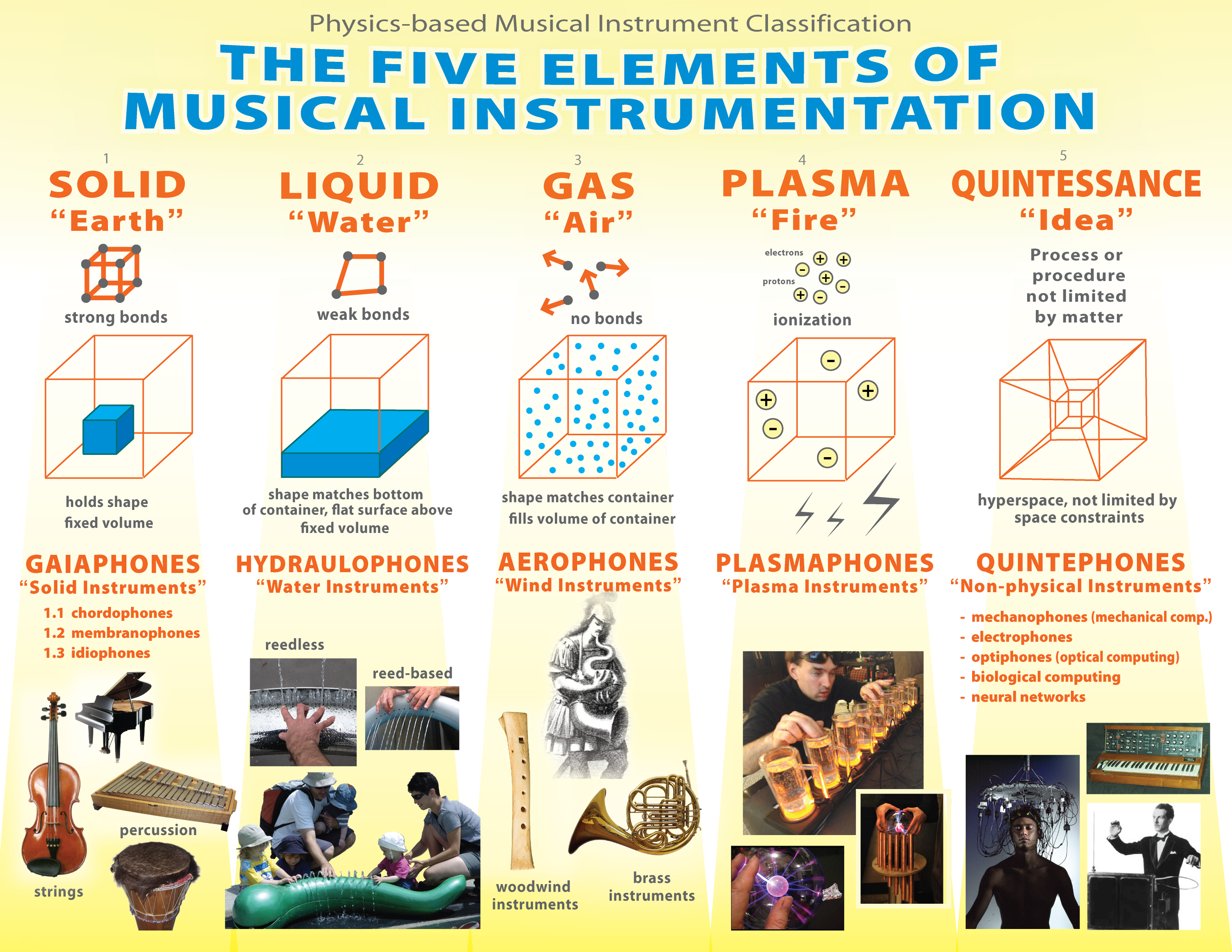
Klassifizierung von Musikinstrumenten basierend auf physikalischen Eigenschaften

Das Hydraulophon passt nicht in das Standard-Klassifikationssystem für Musikinstrumente, welches vor der Erfindung des Hydraulophons entwickelt wurde. Um das Hydraulophon in eine Systematik stellen zu können, wurde eine neue Systematologie entwickelt. Die oberste Kategorie richtet sich nach dem Material, welches den Ton des Instruments produziert.
Die ersten drei Kategorien der Hornbostel-Sachs-Systematik entsprechen der ersten Kategorie dieses physischen Systems, da hier der Ton immer durch Materie in ihrem festen Aggregatzustand erzeugt wird.
Dieses physische System ist, entsprechend Aristoteles’ Elementen folgendermaßen aufgebaut:
- 1 Gaiaphone (Erde/fest), Instrumente, bei denen der Ton durch primär durch Materie in ihrem festen Aggregatzustand erzeugt wird, z. B. Piano.
  - 1.1 Chordophone: Der Ton wird durch feste Substanzen produziert, die im Wesentlichen eindimensional sind (Querschnitt wesentlich kleiner als Länge, z. B. Saiten), z. B. Violine, Gitarre, E-Bass;
  - 1.2 Membranophone: Der Ton wird durch feste Substanzen produziert, die im Wesentlichen zweidimensional sind (wesentlich dünner als die Ausdehnung in der Oberfläche), z. B. Trommeln;
  - 1.3 Idiophone: Der Ton wird durch einen dreidimensionalen festen Gegenstand erzeugt, z. B. Kristallophon bzw. Glasharmonika, Xylophon, Metallophon usw., unabhängig davon, ob das Instrument in Wasser oder in Luft gespielt wird;
- 2 Hydraulophone (Flüssigkeit): Der Ton wird durch Materie in ihrem flüssigen Aggregatzustand erzeugt, das Instrument wird entweder unter Wasser oder in Luft gespielt, wobei dann das Wasser dem Gerät zugeführt wird:
  - 2.0 Wasserflöten (Hydraulophone ohne Blättchen);
  - 2.1 Einzel-Blättchen-Hydraulophone (besitzen normalerweise ein Blättchen pro Fingerloch);
  - 2.2 Doppel-Blättchen-Hydraulophone (besitzen normalerweise zwei Blättchen pro Fingerloch);
  - 2.3 Poly-Blättchen-Hydraulophone (besitzen normalerweise mehr als zwei Blättchen pro Fingerloch);
- 3 Aerophone (Luft/Gas): Der Ton wird durch Materie in ihrem gasförmigen Aggregatzustand erzeugt, z. B. Holzblasinstrumente und Blechblasinstrumente;
- 4 Plasmaphone/Ionophone (Feuer/Plasma): Der Ton wird durch Materie in hochenergetischem Aggregatzustand (Plasma) erzeugt, z. B. Plasmaphon usw.;
- 5 Quintephon (Quintessenz/Gedanken): Der Ton wird informationstechnisch erzeugt mit Hilfe von gedanklicher Beeinflussung von Geräten, in der Regel durch „Zwischenschaltung“ eines Computers.[7]

### Klassifizierung nach der umgebenden Materie

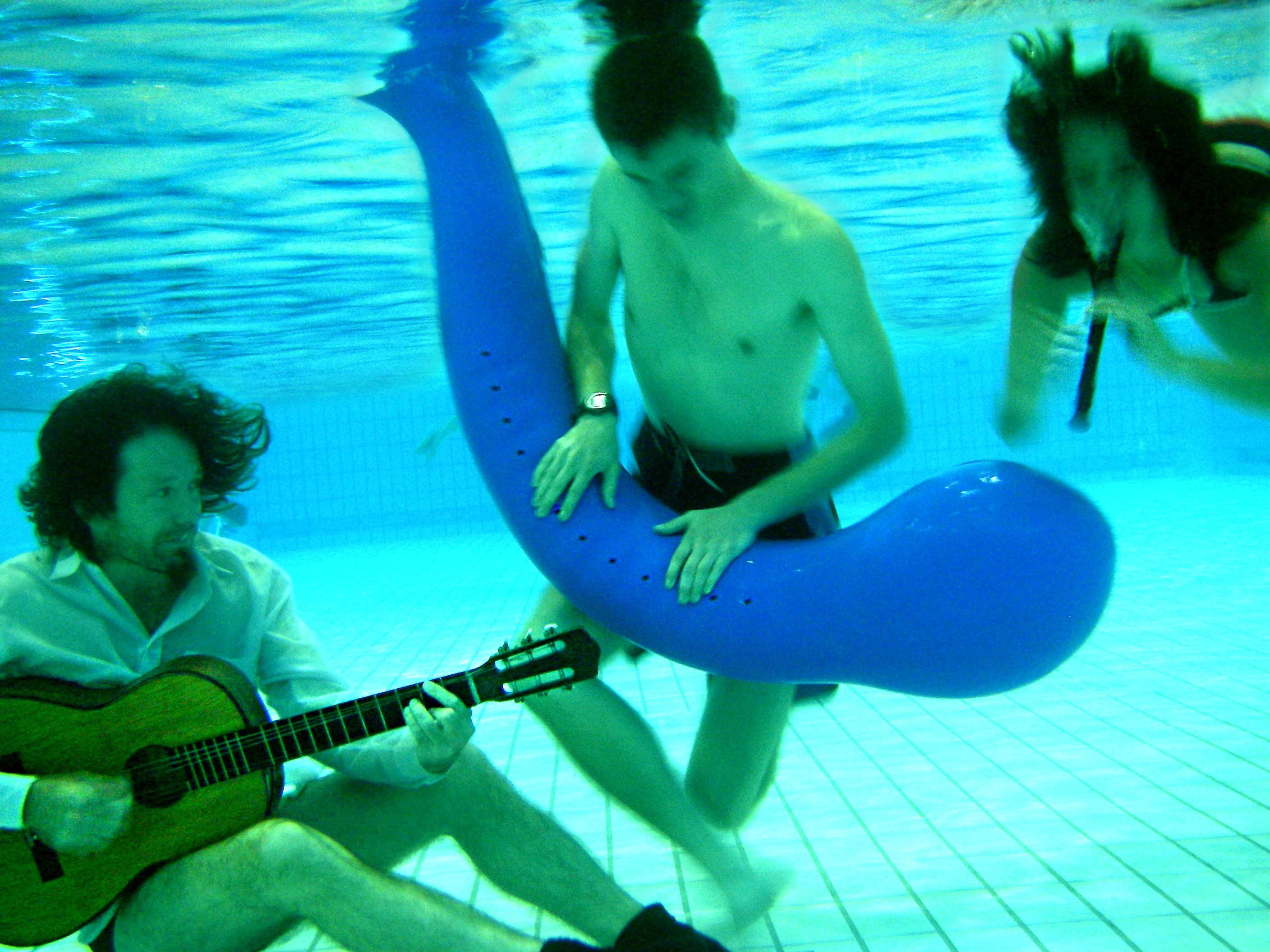
Festkörper-, Flüssigkeits- und Gas-Instrumente (von links nach rechts), alle drei in Flüssigkeit. Das umgebende Medium bestimmt nicht die oberste Klassifikations-Kategorie, obwohl es den Klang stark beeinflusst. Es dämpft beispielsweise die Gitarre (die natürlich immer noch ein Chordophon ist) oder bringt die Blockflöte zum Schweigen.

Bei der International Computer Music Conference 2007, war das Konferenzthema Immersed Music. Entsprechend wurden Konzerte und Performances aufgeführt, die unter Wasser stattfanden. Hierbei wurden einige wichtige Fragen aufgeworfen, die die Rolle des umgebenden Mediums (Luft oder Wasser) betrafen, in dem das Instrument gespielt wird und die Rolle von Wasser bei anderen Instrumenten als den Hydraulophonen.
Zum Beispiel bleibt Benjamin Franklins Glasharmonika ein Reibidiophon, unabhängig von der Tatsache, dass es mit nassen Fingern gespielt wird. Eine Glasharmonika, die unter Wasser gespielt wird, wurde kürzlich entwickelt. Auch dieses Instrument ist kein Hydraulophon, sondern ein Reibidiophon.
Entsprechend sind nebeneinandergestellte Trinkgläser, die mit Wasser gestimmt werden, keine Hydraulophone, sondern Idiophone. Hier dient das Wasser nicht zur Tonerzeugung, sondern nur zum Stimmen des Instruments.

### Das Hydraulophon und die Saiten/Perkussion/Blasinstrumente-Taxonomie
Traditionell wird ein Orchester in drei Sektionen eingeteilt: Saiten-, Perkussions- und Blasinstrumente. Bei Saiten- und Perkussionsinstrumenten wird der Ton durch feste Materie produziert, z. B. bei einem Piano, das gleichzeitig Saiten- und Perkussionsinstrument ist. Bei Blasinstrumenten wird der Ton durch eine schwingende Luftsäule, also durch Materie in gasförmigem Aggregatzustand erzeugt.
Durch Hydraulophone wird eine neue Kategorie hinzugefügt: Instrumente, die die Töne durch flüssige Materie erzeugen. Sie sind nicht mit bekannten Instrumenten zu verwechseln wie die Glasharmonika  oder das Kristallophon, bei denen Wasser zur Stimmung oder zur Veränderung der Reibung benutzt wird.

### Verwandtschaft mit der Orgel
Viele Hydraulophone besitzen für jeden Ton eine einzelne Pfeife wie die Orgel. Ebenso werden die Töne auf eine ähnliche Weise erzeugt (nur mit Wasser statt mit Luft). Dagegen erfolgt die Bedienung durch Verschließen der Fingerlöcher ähnlich wie bei Flöten.
Dieses Hydraulophon entspricht der Orgel, nur strömt Wasser durch die Flöten statt Luft.

### Verwandtschaft mit dem Piano

Kinematik und Musikinstrument

Bei einem Konzert-Hydraulophon sind die Fingerlöcher wie die Tasten eines Pianos angeordnet, d. h. eine Lochreihe mit gleichmäßigem Lochabstand ist dem Spieler zugewandt, in einer zweiten Reihe sind die Löcher abwechselnd in Zweier- und Dreiergruppen angeordnet. Orgel als auch Piano besitzen zwar das gleiche Tastatur-Layout, die Reaktion auf einen Tastendruck ist aber unterschiedlich. Das Piano reagiert auf die Geschwindigkeit des Tastenanschlags, während die Orgel auf die Auslenkung der Taste reagiert. Die Reaktion auf den „astendruck“ bei einem Hydraulophon ist dagegen nicht so eindeutig zu fassen: einerseits, ähnlich wie bei der Orgel, beeinflusst die „Stärke“ des Drucks (also wie stark der Wasserstrahl abgeblockt wird) den Ton, andererseits auch die Dauer des Drucks (Zeitintegral über die Druckstärke, bei Mann „absement“ genannt). Auch spielen die Plötzlichkeit (also die Schnelle des „Tastendrucks“) eine Rolle.

### Verwandtschaft mit Instrumenten, die Wasser in anderen Aggregatzuständen nutzen

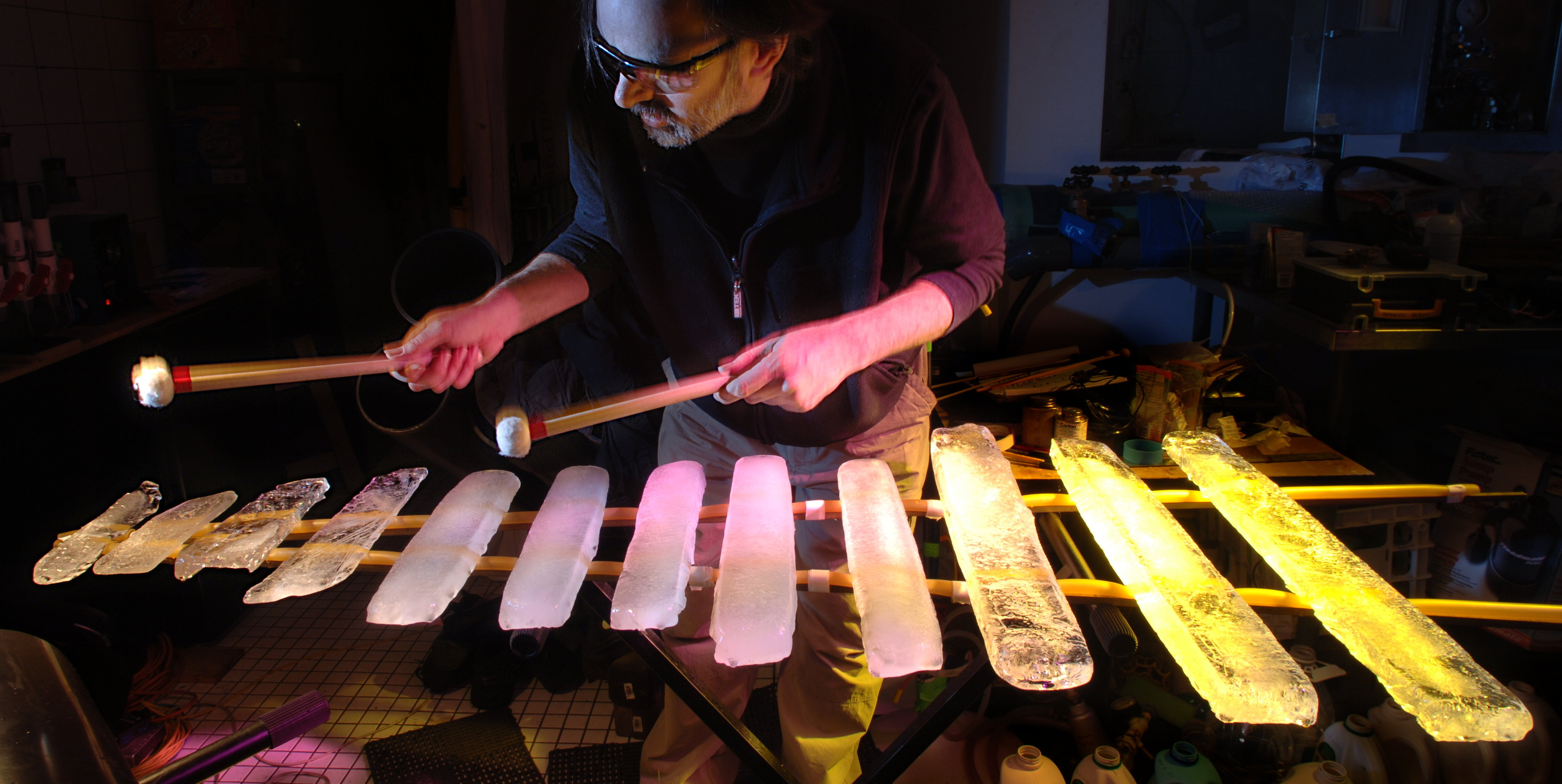
Das Pagophon benutzt Eis zur Klangerzeugung, wohingegen das Hydraulophon (flüssiges) Wasser benötigt

Das Hydraulophon bedient sich einer Flüssigkeit, üblicherweise (flüssiges) Wasser. Es ist von daher verwandt mit dem Pagophon, das Eis und der Calliope, das Dampf zur Klangerzeugung nutzt.

## Das größte Hydraulophon der Welt

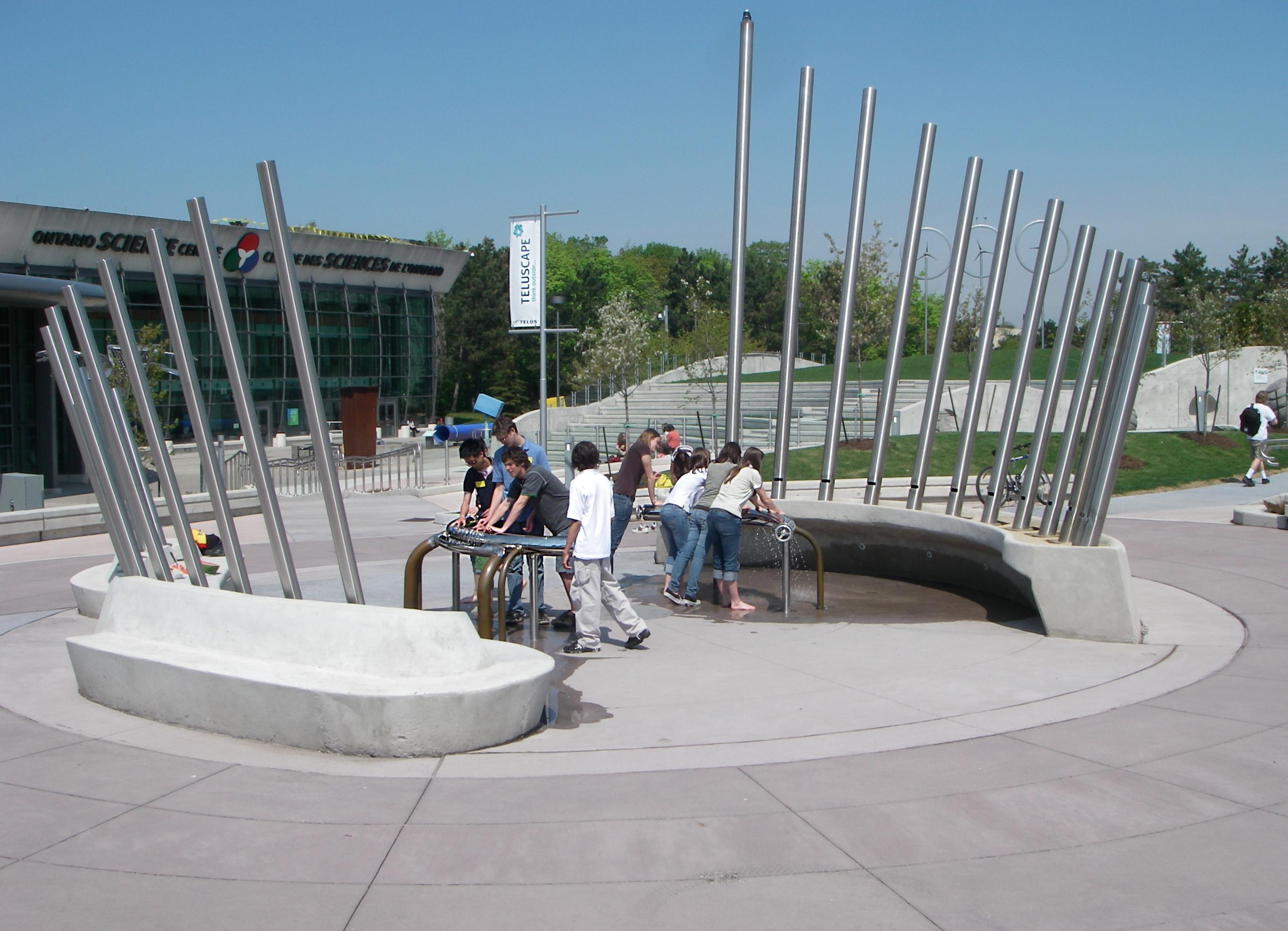
Das größte öffentlich zugängliche Freiluft-Hydraulophon der Welt im Ontario Science Centre, Toronto, Kanada

Das zurzeit größte Hydraulophon der Welt befindet sich vor dem Ontario Science Centre, eine der bedeutendsten architekturalen Landmarken Kanadas. Es ist gleichzeitig der einzige frei zugängliche Wasserspielplatz von Toronto, der Tag und Nacht geöffnet ist.

## Fingermarkierungen auf einem Standard-12-Strahl-Hydraulophon

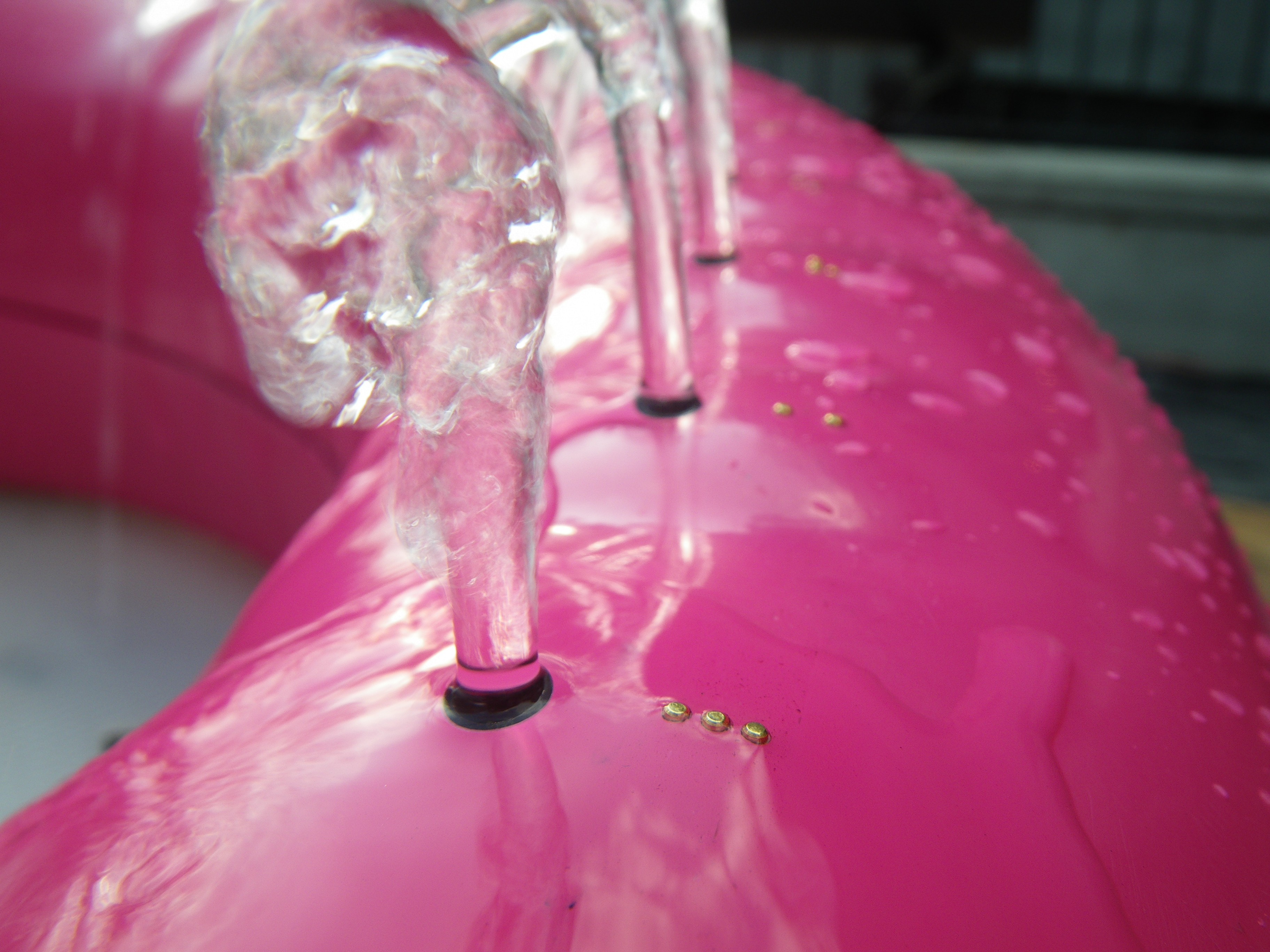
Braille-Markierungen über den Fingerlöchern eines Schul-Hydraulophones für Schüler mit Sehschwächen. Der Buchstabe „L“ bezeichnet die ganz rechts liegende Düse 12.

Die Wasserstrahlen behindern die freie Sicht auf das Hydraulophon. Auch können Hydraulophone unter Wasser gespielt werden, wo ebenfalls die Sicht eingeschränkt ist. Deswegen werden die Fingerlöcher oft mit Braille-Zeichen markiert. Braille hat darüber hinaus den Vorteil, dass die codierten Ziffern mit den Tönen des Standard-A-moll-Hydraulophons übereinstimmen, d. h. Braille-Zeichen „1“ ist auch das Zeichen für „A“ usw.
(Jeweils 12 Punkte, normalerweise aus Messing-Stiften über jedem Fingerloch)

## Perkussionshydraulophon

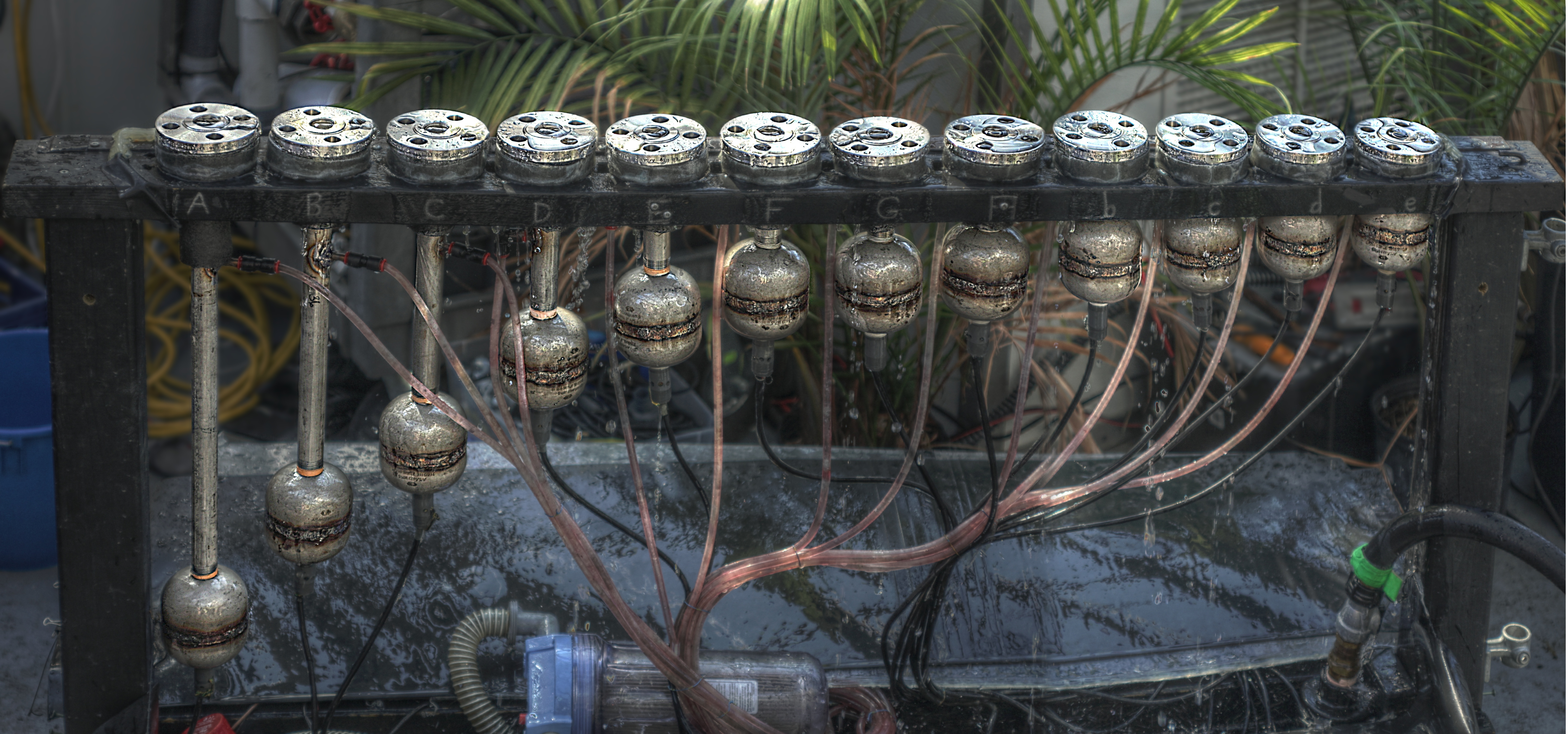
Prototyp eines Wasser-Hammer-Hydraulophons

Normalerweise klingt der Ton eines Hydraulophons solange, wie das Fingerloch verschlossen ist. Im Gegensatz dazu erzeugt das Wasser-Hammer-Hydraulophon den Ton durch den Anprall des Wasser-Hammers, der sofort nach dem Anschlag ausklingt. Das Wasser-Hammer-Hydraulophon klingt also eher wie ein Klavier.

## Hersteller
Hydraulophone werden zurzeit hergestellt von:
- WhiteWater West, British Columbia, Hersteller des „AquaTune-Hydraulophon“, und von „Nessie“, einem Hydraulophon mit konischen Bohrungen
- SCS Interactive, Ogden, Utah, USA (Büro in Denver, Colorado, USA), Hersteller des „Hydrophone“, einem Hydraulophon mit konischen Bohrungen
- FUNtain Corporation in Toronto, Ontario, Kanada, Hersteller vieler Hydraulophone und verwandter Produkte